# 소프트뱅크 그룹

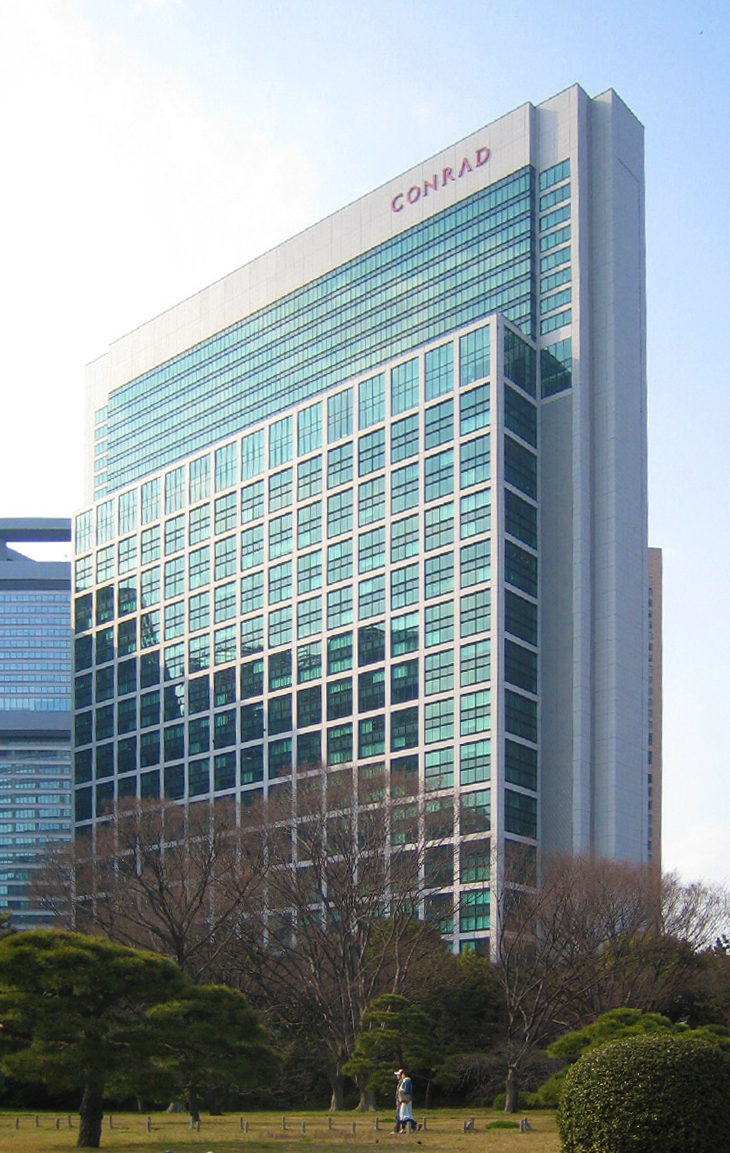
소프트뱅크 본사 도쿄 시오도메 빌딩

소프트뱅크 그룹(영어: SoftBank Group Corp., 일본어: ソフトバンクグループ株式会社)은 일본 최대 IT기업이자 세계적인 투자회사이다. 일본 3대 이동통신사 중 하나인 소프트뱅크 주식회사의 모기업이며, 도쿄증권거래소 시가총액 3위 안에 들고, 창립자이자 대표이사 회장, CEO, 최대 주주는 한국계 일본인 손 마사요시이다.
핵심 계열사로는 일본 3위의 이동통신사인 소프트뱅크 주식회사, SB C&S(유통,커머스), Z 홀딩스(인터넷 서비스) 등이 있다. 그리고 1000억달러 규모의 비전펀드(영어: Vision Fund)라는 기업투자펀드를 사우디아라비아 국부펀드, 애플, 퀄컴 등의 합동투자를 받아 운용하며 우버, 엔비디아, 알리바바, 사이버리즌, 위워크 등 전세계 유망기업에 투자하였다. 또한 일본의 프로야구구단 소프트뱅크 호크스를 운영중이다.

## 역사
컴퓨터 프로그램 도매업으로 시작해서 여러 사업분야에 진출해있던 소프트뱅크는 1995년 초창기의 야후!에 2백만 달러를 투자하였고, 2000년 당시 작은 벤처회사에 불과하던 중국 알리바바에 2천만달러를 투자하였다. 또한 2006년 2조엔을 들여, 일본의 3위 이동통신사이자 전전년도 약 1000억엔의 연간순이익을 기록하던 '보다폰 재팬'(보다폰 인수 이전 이름은 'J-Phone')을 인수해 '소프트뱅크 모바일'을 설립하였다. 그리고 2008년 말부터 일본 시장에 아이폰을 독점 공급하고 트위터와 제휴하였다. 이러면서 소프트뱅크는 투자기업으로서의 명성을 쌓았으며 일본에서 스마트폰과 모바일 어플리케이션 전파를 선도하였다는 평가와 함께 큰 주목을 받았다.
경쟁사 넥스텔(영어: Nextel)을 인수해 몸집을 불린 미국 3위 이동통신업체 스프린트 지분의 78%를 2013년 216억달러에 인수하였다. 소프트뱅크는 곧바로 미국 4위 이통사이자 독일 도이체텔레콤의 자회사인 T-모바일 USA도 인수해서 스프린트와 합병시키려했으나, FCC가 통신시장 과점우려를 들어 금지시켰다. 스프린트는 소프크뱅크 인수 후 7분기 연속으로 적자를 냈고 가입자수도 떨어졌다. 2015년 T 모바일에게 3위 자리도 빼앗겨 4위로 전락했다. 스프린트 인수와 그 후 부진한 경영실적은 소프트뱅크를 본격적으로 빚더미에 올려놓는 원인 가운데 하나가 되었다.
한국의 이커머스 기업 쿠팡에 2015년 1조 1천여억원에 이어 2018년 2조 2천억원을 추가로 투자하였다.
2016년 영국의 반도체 기업 ARM 홀딩스 인수, 2017년 미국의 로봇 기업 보스턴 다이내믹스를 인수하였다.
2018년 12월 19일에 그룹의 이동통신사업인 소프트뱅크 모바일을 '소프트뱅크 주식회사'로 도쿄증권거래소에 상장했다. 이는 NTT를 뛰어넘는 일본 역대 최대규모의 기업공개이나 첫날에 공모가보다 약 14% 낮은 종가로 마감했다.
2019년들어 투자한 미국 애견 산책기업 왝(Wag), 사무실 공유기업 위워크, 카셰어링 컴퍼니 우버, 중국 금융회사 원커넥트금융기술 등에서 연속으로 투자가 실패해, 3분기에만 무려 7001억엔의 적자를 기록했다. 손 마사요시 회장은 "시뻘건 엄청난 적자로 3개월에 이정도 적자를 낸건 창업이래 처음이다"라고 하였다.
2020년 2월 소프트뱅크그룹은 스프린트와 T 모바일 USA의 합병안에 동의했다. 스프린트 11주 대 T 모바일 1주의 비율로 교환되는 계약이다. 다시말해 T 모바일이 스프린트를 흡수한다. 합병이 끝난 후 소프트뱅크가 획득하게 되는 T 모바일의 지분은 24%이며, T 모바일 모회사인 도이체 텔레콤의 몫은 43%이다.
2020년 3월 손 마사요시 회장은 소프트뱅크그룹이 보유한 자산 중 스프린트, 알리바바 주식 등 약 4조 5천억엔을 매각해서 자사주를 매입하고 부채를 줄이겠다고 발표했다. 소프트뱅크 그룹의 부채는 약 1400억달러이다. 그러나 코로나-19의 세계적 유행으로 인해서 그간 27조엔으로 평가되어오던 보유자산 가치가 급락했다. 따라서 이 자산가치 위에 쌓아올려진 소프트뱅크그룹이라는 투자회사 전체가 위기에 빠진 것이며, 막대한 부채를 동원해 저돌적인 세계경영을 하는 손 회장의 경영방식도 도마 위에 올랐다. 같은 달 소프트뱅크의 투자를 받은 미국의 위성통신기업 원웹(One Web)이 파산하였다.
2020년 ARM 홀딩스를 미국 엔비디아에, 보스턴 다이내믹스를 대한민국 현대자동차그룹에 매각하였다.
2021년 5월 소프트뱅크 그룹은 쿠팡 등 투자 기업의 주가 상승으로 인한 평가 이익을 포함한 전년도의 순이익이 51.5조원 (4.9조엔)에 이르러 일본 기업 사상 최대를 기록하였다고 발표하였다.

## 소프트뱅크 주식회사
소프트뱅크 주식회사(영어: Softbank Corporation 소프트뱅크 코포레이션[*])는 2018년 12월 19일에 이동통신사업을 분리해서 도쿄증권거래소에 상장해서 탄생한 일본 3위의 이동통신사이다. 소프트뱅크 그룹을 약 66%의 주식을 보유한 최대주주이자 모회사로 두고 있다.

### 갤러리

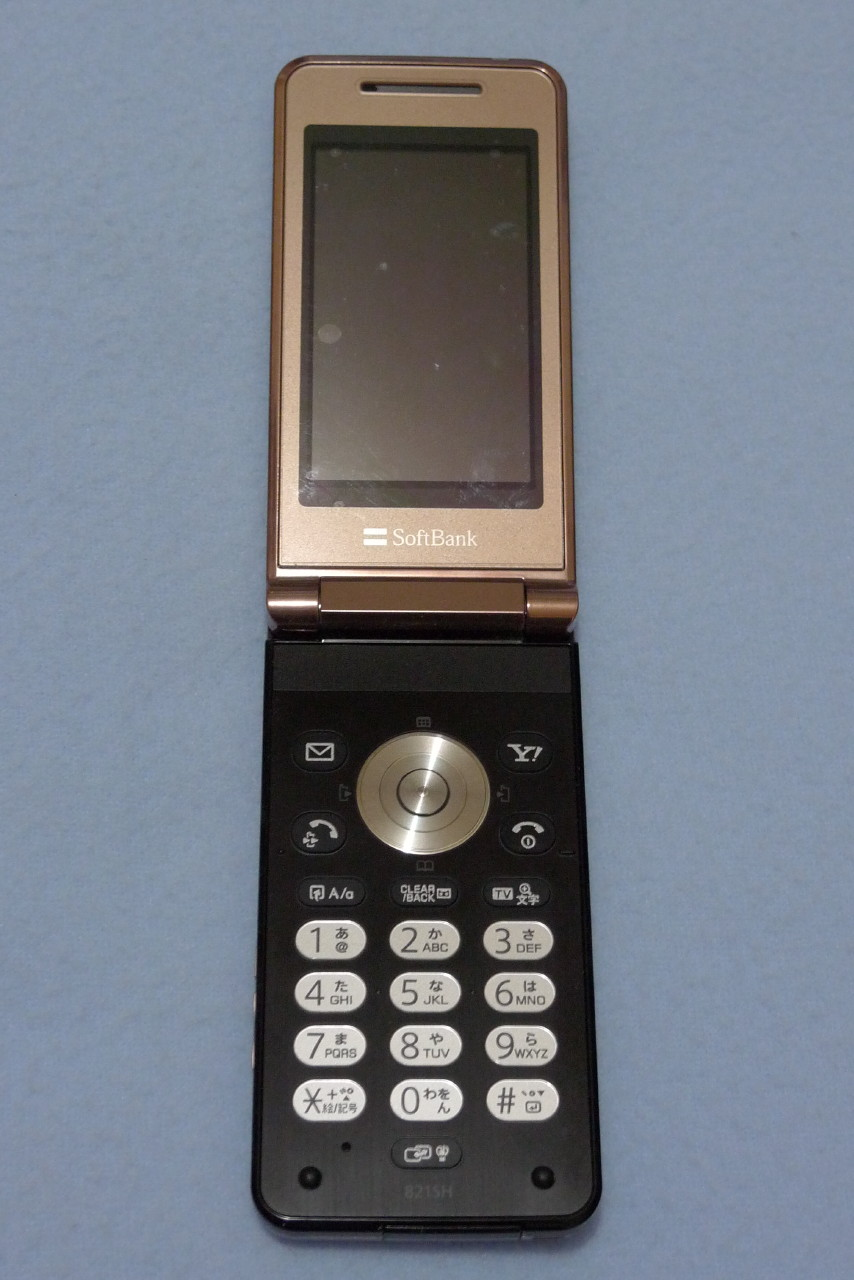
소프트뱅크 821SH PG
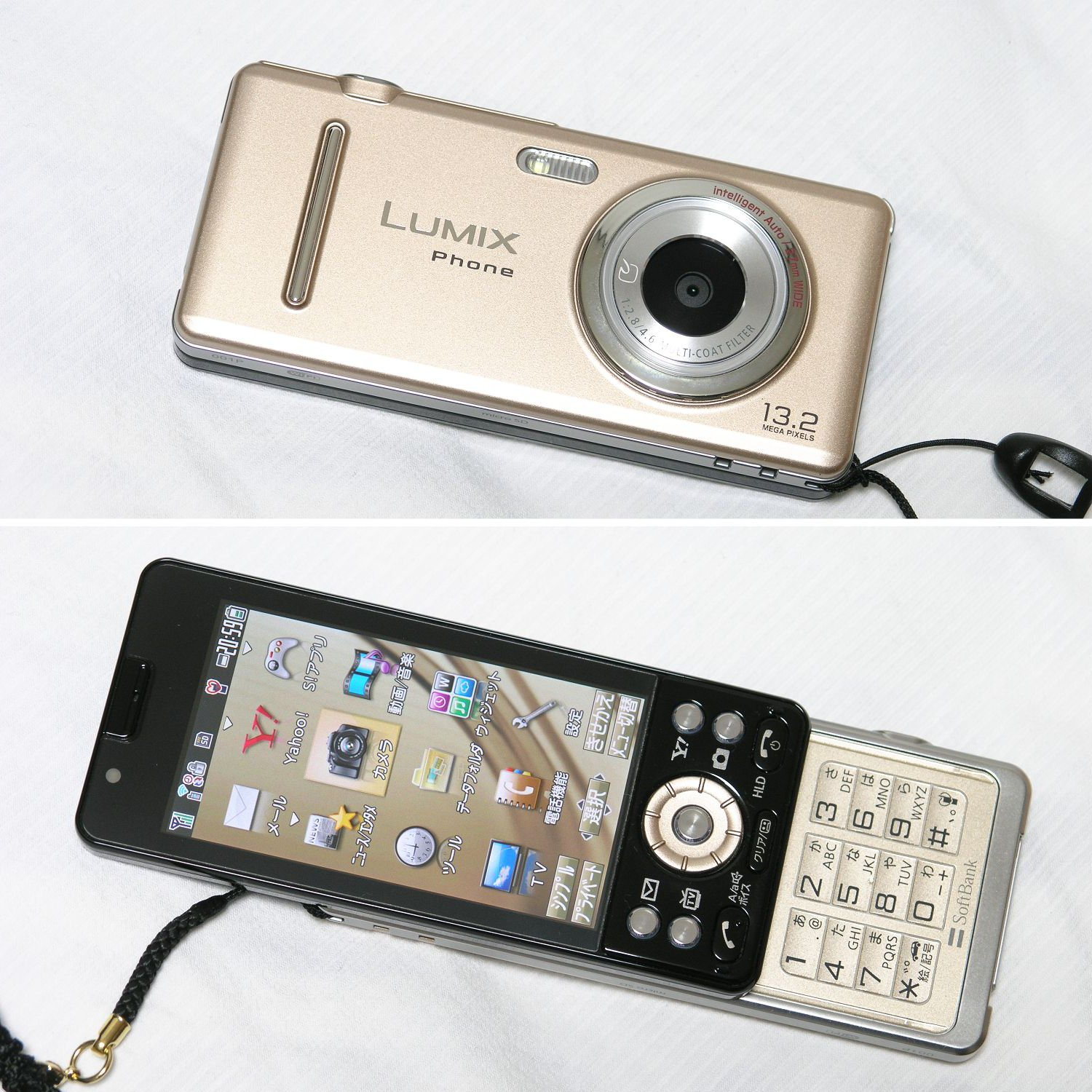
루믹스의 소프트뱅크 001P
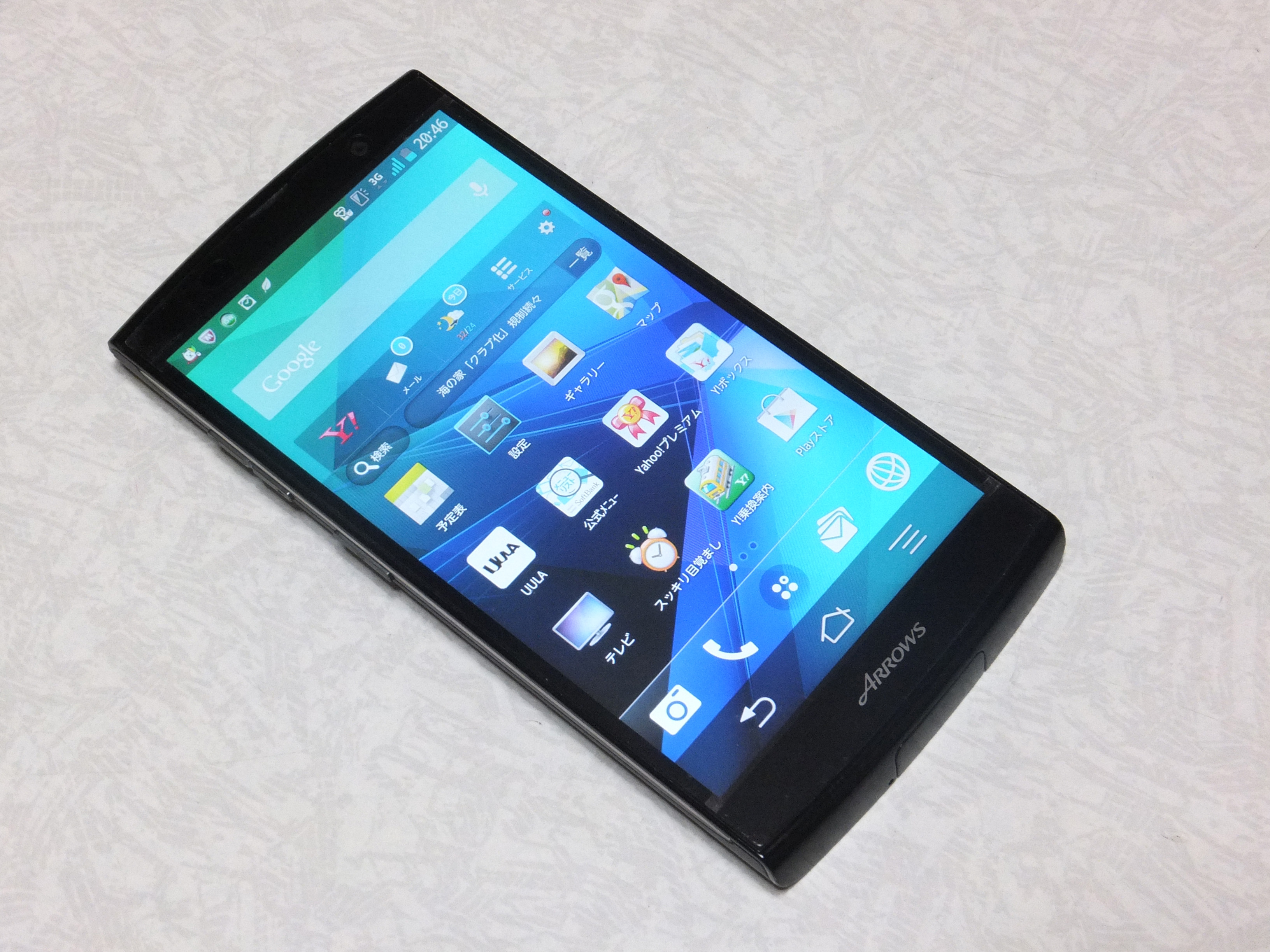
ARROWS으 소프트뱅크 A202F
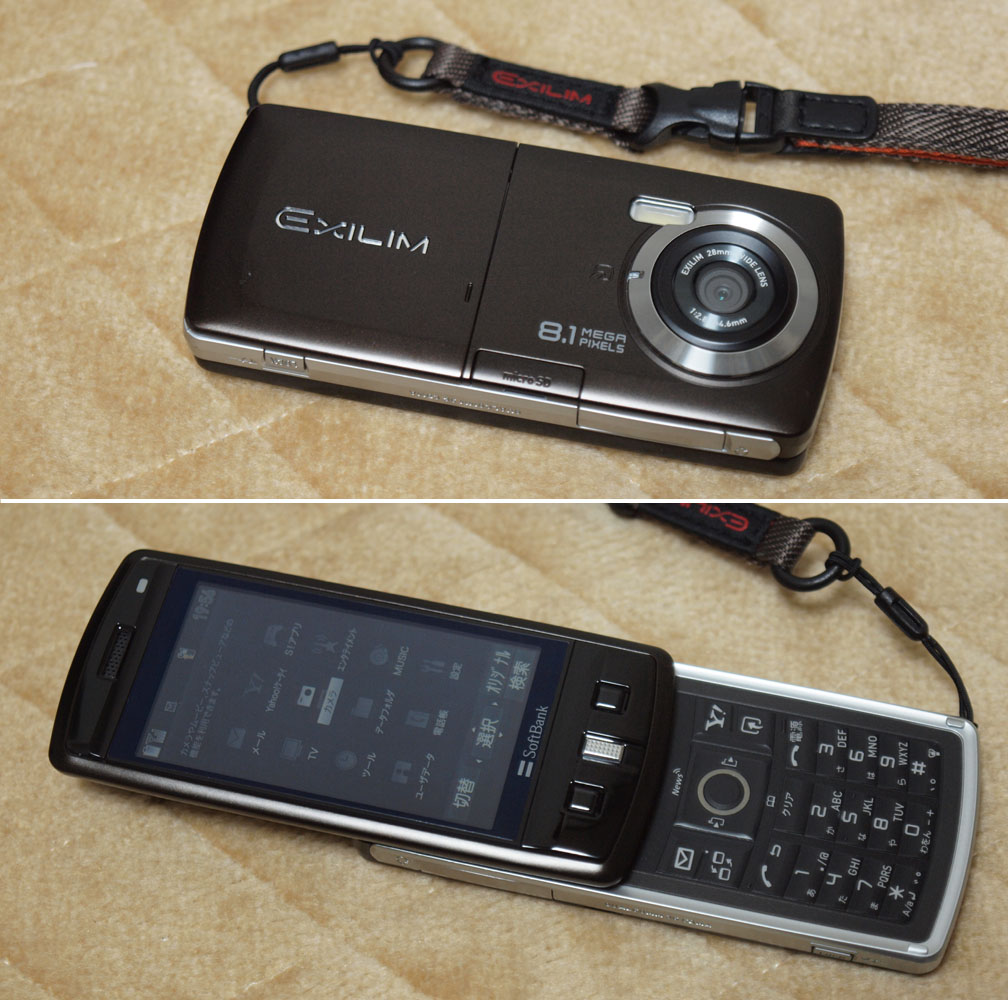
EXLIM의 소프트뱅크 930CA
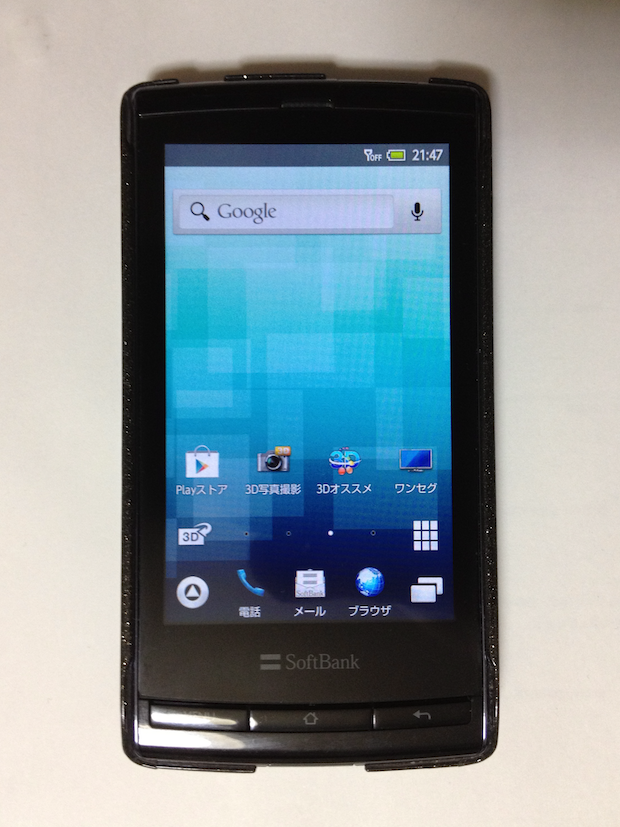
소프트뱅크 003SH
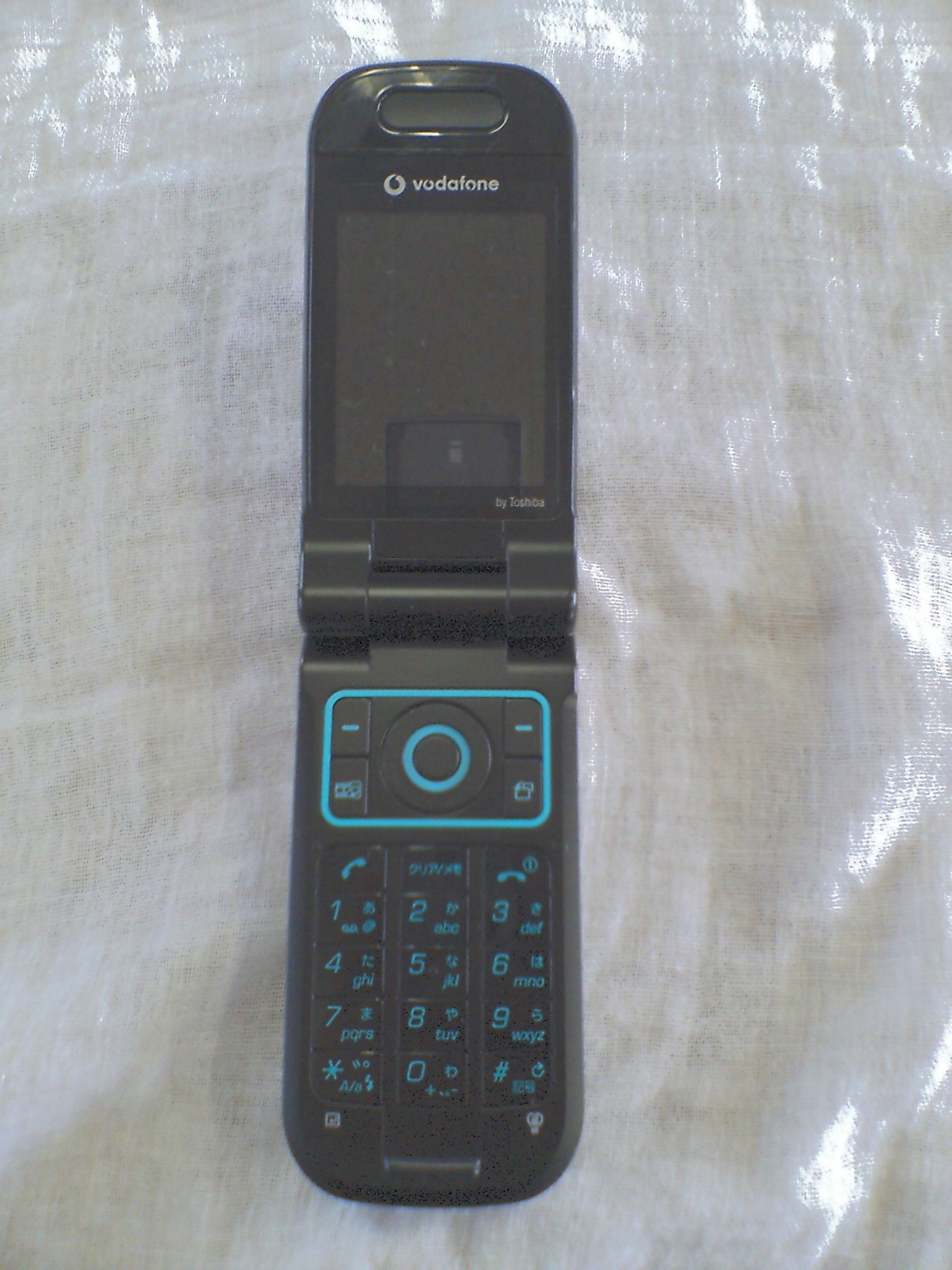
도시바가 만든 보다폰 803T
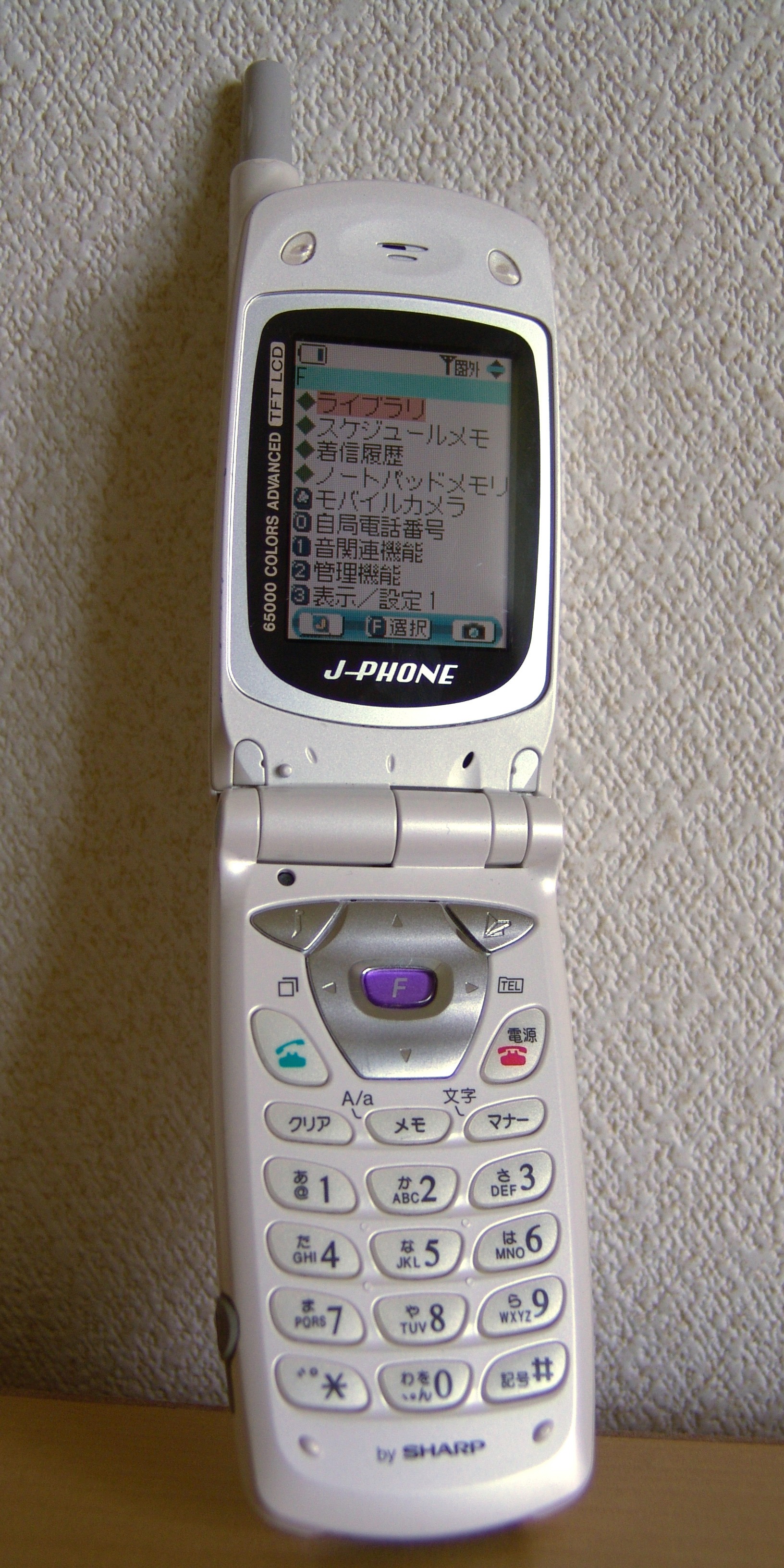
샤프가 만든 J-SH07 (2001)
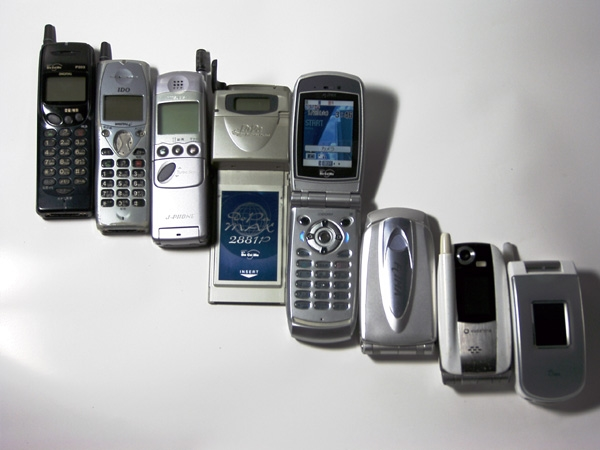
J-PHONE과 보다폰의 발전, 1997–2004
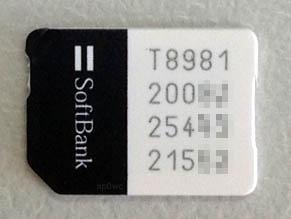
소프트뱅크 SIM 카드
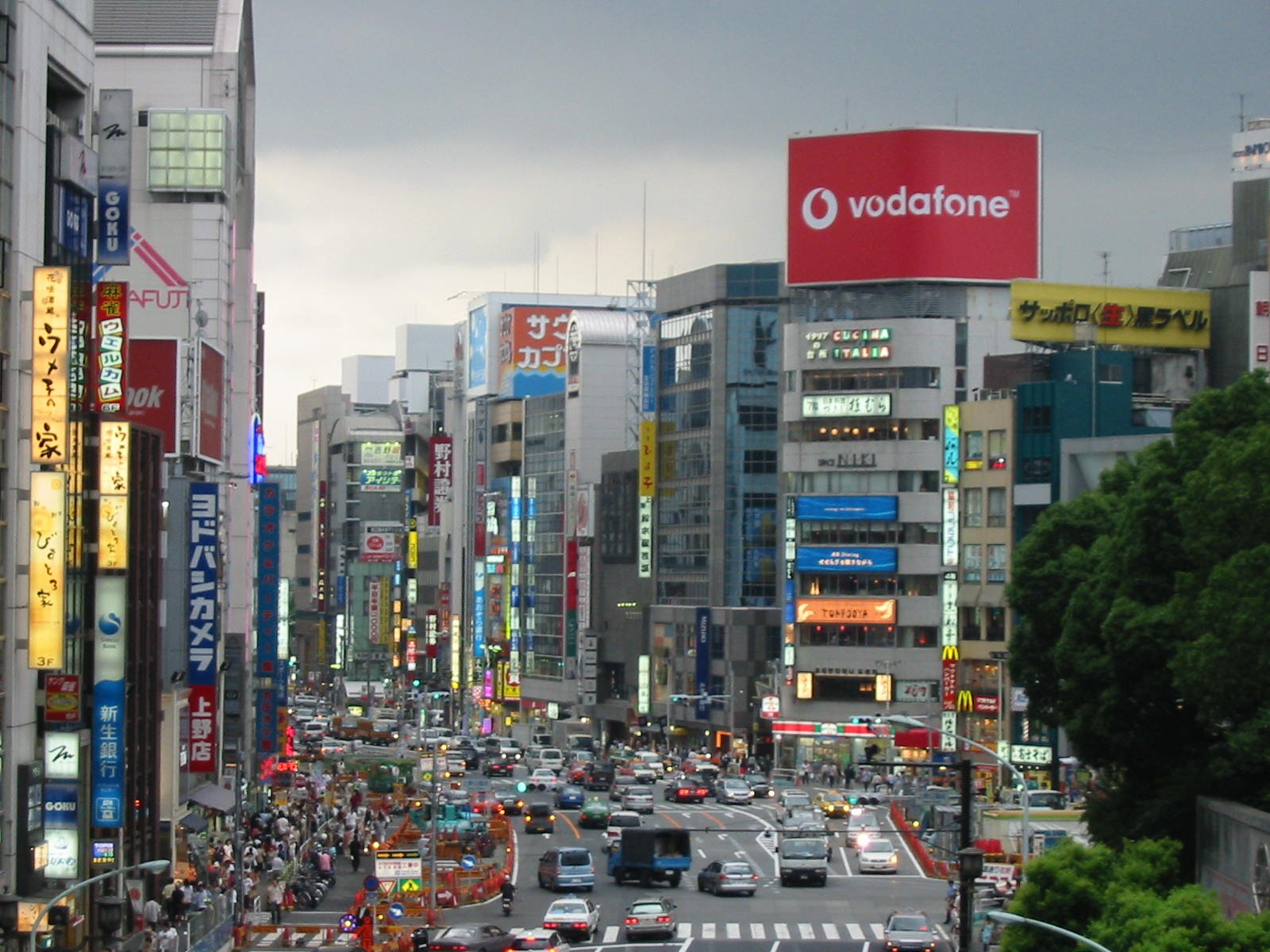
도쿄 다이토구의 모습 (2004)
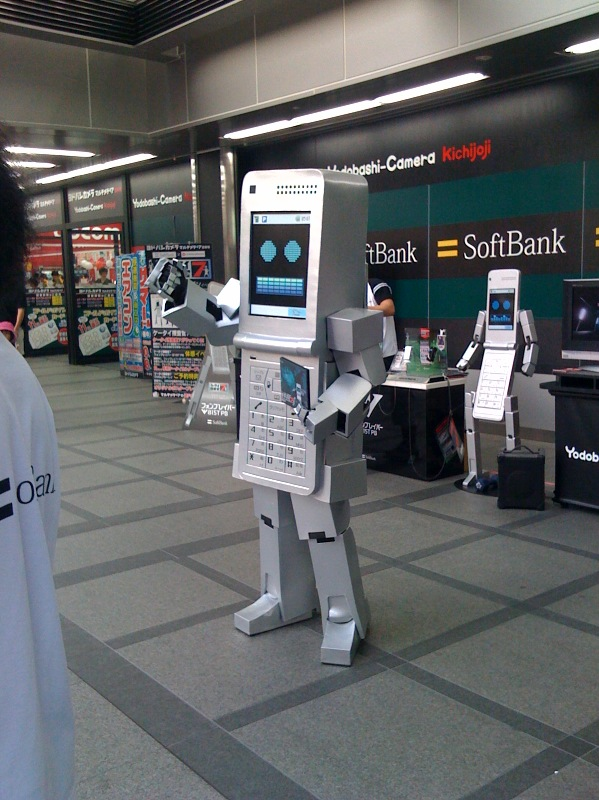
모바일 블레이저 (2008)